# Сухинов, Александр Иванович
Александр Иванович Сухинов (род. 1954) — российский математик, доктор физико-математических наук, профессор, член-корреспондент РАН (2019), заслуженный деятель науки РФ (2022). Бывший руководитель Таганрогского технологического института ЮФУ. Представитель научной школы вычислительной математики и математического моделирования, основанной академиком А. А. Самарским. С 2014 года — декан факультета физики, математики, информатики Таганрогского института имени А. П. Чехова (филиала Ростовского государственного экономического университета).

## Биография
Родился 6 сентября 1954 года в Гатчине Ленинградской области, в семье офицера Советской Армии.
В 1971 году поступил в МФТИ, где успешно окончил два курса факультета управления и прикладной математики. В 1973 году в связи с семейными обстоятельствами перевелся в Таганрогский радиотехнический институт, который окончил с отличием в 1977 году по специальности «Электронные вычислительные машины».
С 1979 года по 2014 год работал в ТРТИ-ТРТУ-ТТИ.
С 2014 года — в Таганрогском институте имени А. П. Чехова (филиале Ростовского государственного экономического университета).
С 1979 по 1985 год работал в НИИ Многопроцессорных вычислительных систем при ТРТИ, прошёл путь от инженера до и. о. заведующего лабораторией. Отвечал за разработку прикладного и демонстрационного программного обеспечения одной из первых многопроцессорных систем в СССР серии ЕС — ЕС2703.
В 1985 году защитил кандидатскую диссертацию в Институте математики АН БССР на тему: « Математическое моделирование многомерных задач теплопроводности и фильтрации» по специальности «Вычислительная математика». С 1985 года по 1989 год работал ассистентом и доцентом (с 1986 года) кафедры вычислительной математики и вычислительного эксперимента. В 1990 году поступил в докторантуру ТРТУ. Научные консультанты по докторской диссертации — профессор Л. С. Берштейн и академик А. А. Самарский.
С 1993 года работал доцентом кафедры высшей математики ТРТУ, с 1996 года — профессором, а с 1998 года — заведующим кафедрой высшей математики.
В 1996 году защитил докторскую диссертацию в Институте математического моделирования РАН по специальности «Теоретические основы математического моделирования, численные методы и комплексы программ» на тему: «Экономичные аддитивные алгоритмы для многопроцессорных систем и их применение к многомерным задачам водной экологии».
2 апреля 2008 года приказом ректора назначен на должность руководителя Технологического института ЮФУ. Руководил грантами РФФИ и Дж. Сороса по тематике, связанной с построением, исследованием и применением 2D и 3D моделей водной экологии, а также фирмы Интел в области разработки параллельного программного обеспечения многоядерных платформ .С 1999 года директор научной компоненты проекта «Научно-образовательный эколого-аналитический центр системных исследований, математического моделирования и геоэкологической безопасности Юга России», который оказался в 1999 году одним из 4 лучших проектов, среди 93 проектов, представленных университетами России (руководитель проекта — академик В. И. Минкин. С 1979 года по 2014 год работал в ТРТИ-ТРТУ-ТТИ. С 2014 года — в Таганрогском институте имени А. П. Чехова (филиале Ростовского государственного экономического университета).
Сухинов А. И. подготовил 28 кандидатов наук и трех докторов наук.
Дважды (в 2006 и 2007 годах) конкурсной комиссией Марсельского университета избирался приглашённым профессором. Имеет устойчивые научные связи с университетскими и научными центрами Франции и Германии.
Награждён медалью к ордену «За заслуги перед Отечеством» 2 степени в 2002 году. Награждён знаком «Почётный работник высшего профессионального образования» в 2009 г. Член редколлегии журнала «Математическое моделирование». Действительный член Академии инженерных наук им. А. М. Прохорова. Член двух диссертационных советов в Южном федеральном университете и одного — в Северо-Кавказском федеральном университете. Имеет 185 научных публикаций, в том числе 2 монографии. Женат, имеет двух сыновей — Антона, 1983 г. р. и Андрея — 1990 г. р. Избран членом-корреспондентом РАН на выборах 15 ноября 2019 года.